# MTV Europe Music Award al miglior artista svedese
L'MTV Europe Music Award al miglior artista svedese (MTV Europe Music Award for Best Swedish Act) è uno dei premi degli MTV Europe Music Awards, che viene assegnato dal 2005.
In realtà già dal 1999 il premio esisteva, ma venivano più genericamente premiati nella categoria MTV Europe Music Award al miglior artista nordico.

## Albo d'oro

### Anni 2000
| Anno | Vincitore    | Nominati                                                         |
| ---- | ------------ | ---------------------------------------------------------------- |
| 2005 | Moneybrother | - The Hellacopters - Kent - Timbuktu - Christian Walz            |
| 2006 | Snook        | - The Knife - Lisa Miskovsky - Peter Bjorn and John - The Sounds |
| 2007 | Neverstore   | - The Ark - Laakso - Timo Räisänen - Those Dancing Days          |
| 2008 | Neverstore   | - Kleerup - Lazee - Veronica Maggio - Adam Tensta                |
| 2009 | Agnes        | - Adiam Dymott - Darin - Mando Diao - Promoe                     |

### Anni 2010
| Anno | Vincitore                        | Nominati                                                                |
| ---- | -------------------------------- | ----------------------------------------------------------------------- |
| 2010 | Swedish House Mafia              | - Kent - Lazee - Miike Snow - Robyn                                     |
| 2011 | Swedish House Mafia              | - Eric Amarillo - Mohombi - Robyn - Veronica Maggio                     |
| 2012 | Loreen                           | - Alina Devecerski - Avicii - Laleh - Panetoz                           |
| 2013 | Avicii                           | - Icona Pop - John de Sohn - Medina - Sebastian Ingrosso                |
| 2014 | The Fooo                         | - Icona Pop - Avicii - Tove Lo - Anton Ewald                            |
| 2015 | The Fooo Conspiracy              | - Alesso - Avicii - Tove Lo - Zara Larsson                              |
| 2016 | The Fooo Conspiracy Zara Larsson | - Galantis - Laleh - Tove Lo                                            |
| 2017 | Zara Larsson                     | - Axwell Ʌ Ingrosso - Galantis - Tove Lo - Vigiland                     |
| 2018 | Avicii                           | - Benjamin Ingrosso - Axwell Ʌ Ingrosso - Felix Sandman - First Aid Kit |
| 2019 | Avicii                           | - Jireel - Zara Larsson - Molly Sandén - Robyn                          |